# Portada/article setembre 21

## Juan de Juni
Juan de Juni (Joigny, 1506 – Valladolid, 1577) fou un escultor francoespanyol. Juntament amb Alonso Berruguete va formar la gran escola d'escultura castellana. Autor d'una extensa obra, feta principalment durant els més de trenta anys que va viure a Valladolid, les seves peces reflecteixen un gran domini dels diversos materials escultòrics com la terra cuita, la pedra i la fusta, i un extraordinari coneixement de l'anatomia humana.